# Unterseeboot UC-74
Pour les autres navires du même nom, voir Unterseeboot 74.
L'Unterseeboot UC-74 est un sous-marin (U-Boot) mouilleur de mines allemand de type UC II utilisé par la Kaiserliche Marine pendant la Première Guerre mondiale. Le U-boot a été commandé le 12 janvier 1916 et lancé le 19 octobre 1916. Il a été mis en service dans la marine impériale allemande le 26 novembre 1916 sous le nom de UC-74. Au cours de dix patrouilles, l'UC-74 a coulé 37 navires, soit par ses torpilles, soit par les mines qu’il a posées. L'UC-74 tombe en panne de carburant et est interné à Barcelone le 21 novembre 1918. Le U-boot se rend à la France le 26 mars 1919 et il est démantelé à Toulon en juillet 1921.

## Conception
Sous-marin de type UC II, l'UC-74 avait un déplacement de 415 tonnes en surface et de 498 tonnes en plongée. Il avait une longueur hors tout de 50,52 m, un maître-bau de 5,22 m et un tirant d'eau de 3,74 m. Le sous-marin était propulsé par deux moteurs diesel 6 cylindres à quatre temps produisant chacun 290 à 300 ch (210 à 220 kW), soit un total de 740 à 740 ch (430 à 440 kW), et par deux moteurs électriques produisant 740 ch (474 kW), actionnant deux arbres d'hélice.
Le sous-marin avait une vitesse maximale de 11,6 nœuds (21,5 km/h) en surface et de 7,3 nœuds (13,5 km/h) en immersion. Son autonomie était de de 8746 à 9450 milles marins (17440 à 17500 km) à 7 nœuds (13 km/h) en surface, et de 52 milles marins (96 km) à 4 nœuds (7,4 km/h) en immersion. Il lui fallait 48 secondes pour plonger, et il était capable d’opérer à une profondeur maximale de 50 mètres.
L'UC-74 était équipé de trois tubes lance-torpilles de 500 mm, un à l’arrière et deux à l’avant, avec sept torpilles, et d’un canon de pont de 8,8 cm SK L/30. Mais son arme principale était ses six puits de mine de 1000 mm portant dix-huit mines UC 200. Son effectif était de vingt-six membres d’équipage.

## Affectations
- Flottille de Pola / Mittelmeer / Mittelmeer II : du 17 mars 1917 au 11 novembre 1918

## Commandants
- Kapitänleutnant Wilhelm Marschall : du 26 novembre 1916 au 6 décembre 1917
- Oberleutnant zur See Hans Adalbert von der Lühe : du 15 février au 6 août 1918
- Oblt.z.S. Hans Schüler : du 7 août au 21 novembre 1918

## Navires coulés
| Date               | Nom                 | Nationalité      | Tonnage | Destin    |
| ------------------ | ------------------- | ---------------- | ------- | --------- |
| 1 mars 1917        | Durban              | Norvège          | 765     | Endommagé |
| 8 mars 1917        | Ares                | Pays-Bas         | 3783    | Coulé     |
| 10 mars 1917       | James Burton Cook   | United Kingdom   | 133     | Coulé     |
| 15 avril 1917      | SS Arcadian         | United Kingdom   | 8939    | Coulé     |
| 28 avril 1917      | Pontiac             | United Kingdom   | 3345    | Coulé     |
| 2 mai 1917         | Alessandria         | Royaume d'Italie | 8006    | Coulé     |
| 29 mai 1917        | Aghia Tom Aghion    | Grèce            | 30      | Coulé     |
| 29 mai 1917        | Kirikos             | Grèce            | 84      | Coulé     |
| 29 mai 1917        | Yarra               | France           | 4163    | Coulé     |
| 10 June 1917       | Stylianos           | Egypt            | 389     | Coulé     |
| 11 June 1917       | Benha               | United Kingdom   | 1878    | Coulé     |
| 19 août 1917       | Aghios Georgios     | Grèce            | 161     | Coulé     |
| 24 août 1917       | Parana              | France           | 6248    | Coulé     |
| 30 août 1917       | Athinai             | Grèce            | 988     | Coulé     |
| 31 août 1917       | Eleni               | Grèce            | 679     | Coulé     |
| 1er septembre 1917 | Amiral Olry         | France           | 5567    | Coulé     |
| 3 septembre 1917   | Agios Andreas       | Grèce            | 68      | Coulé     |
| 6 septembre 1917   | Ville De Strasbourg | France           | 2167    | Coulé     |
| 6 September 1917   | Aghios Georgios     | Grèce            | 897     | Coulé     |
| 30 septembre 1917  | HMT Charlsin        | Royal Navy       | 241     | Coulé     |
| 6 octobre 1917     | Civilian            | United Kingdom   | 7871    | Coulé     |
| 11 octobre 1917    | Panormitis          | France           | 59      | Coulé     |
| 14 octobre 1917    | Semantha            | United Kingdom   | 2847    | Coulé     |
| 15 octobre 1917    | White Head          | United Kingdom   | 1172    | Coulé     |
| 14 novembre 1917   | Prophet             | United Kingdom   | 3230    | Coulé     |
| 25 novembre 1917   | Ovid                | United Kingdom   | 4159    | Coulé     |
| 28 novembre 1917   | Jane Radcliffe      | United Kingdom   | 4074    | Coulé     |
| 4 mars 1918        | Clan Graham         | United Kingdom   | 5213    | Endommagé |
| 5 mars 1918        | Roxburgh            | United Kingdom   | 4630    | Coulé     |
| 10 mars 1918       | Chagres             | United Kingdom   | 5288    | Coulé     |
| 30 avril 1918      | Kalliope            | United Kingdom   | 114     | Coulé     |
| 1er mai 1918       | Nikolaos            | Grèce            | 50      | Coulé     |
| 5 mai 1918         | Sayeda              | Egypt            | 18      | Coulé     |
| 13 mai 1918        | HMT Loch Naver      | Royal Navy       | 216     | Coulé     |
| 11 juillet 1918    | Roberto             | Espagne          | 910     | Coulé     |
| 26 juillet 1918    | Monastir            | France           | 1915    | Endommagé |
| 23 octobre 1918    | Aghios Gerasimos    | Grèce            | 85      | Coulé     |
| 2 novembre 1918    | Murcia              | United Kingdom   | 4871    | Coulé     |
| 2 novembre 1918    | Surada              | United Kingdom   | 5324    | Coulé     |
| 4 novembre 1918    | War Roach           | United Kingdom   | 5215    | Endommagé |
| 5 novembre 1918    | Stavnos             | Royaume d'Italie | 38      | Coulé     |